# No Way Out (2008)
No Way Out (2008) — это PPV-шоу по рестлингу, проводимое World Wrestling Entertainment (WWE). Состоялось 17 февраля 2008 года в Парадайсе, Невада на арене «Томас и Мак Центр».

## Результаты
| №               | Матч | Тип матча                                                                                                 | Время |
| --------------- | --- | --- | ----- |
| 1Т              | Кейн победил Шелтона Бенджамина | Матч один на один                                                                                         | 5:32  |
| 2               | Чаво Герреро победил Си Эм Панка | Матч один на один за титул чемпиона ECW                                                                   | 07:06 |
| 3               | Гробовщик победил Батисту, Финли, Монтела Вонтавиуса Портера, Великого Кали (с Ранджином Сингхом) и Большого Папочку V (с Мэттом Страйкером) | Матч Elimination Chamber за претендентство № 1 на титул чемпиона мира в тяжёлом весе на WrestleMania XXIV | 29:28 |
| 4               | Рик Флэр победил Мистера Кеннеди | Матч с карьерой Рика Флэра на кону                                                                        | 07:13 |
| 5               | Эдж победил Рея Мистерио | Матч один на один за титул чемпиона мира в тяжёлом весе                                                   | 05:27 |
| 6               | Джон Сина победил Рэнди Ортона по дисквалификации                                                                                            | Матч один на один за титул чемпиона WWE                                                                   | 15:51 |
| 7               | Трипл Эйч победил Джеффа Харди, Шона Майклза, Криса Джерико, Умагу и Джона «Брэдшоу» Лэйфилда                                                | Матч Elimination Chamber за претендентство № 1 на титул чемпиона WWE на WrestleMania XXIV                 | 23:54 |
| Т — тёмный матч | | |       |